# 見知らぬ恋人
『見知らぬ恋人』（みしらぬこいびと）は、1979年（昭和54年）10月5日から1980年（昭和55年）3月7日まで朝日放送（制作）・テレビ朝日系で放映されたテレビドラマ。全23話。

## 概要
普通に結婚し、平凡に主婦として暮らしていた牧村礼奈はある日、夫・浩に蒸発され、一人で生きて行かざるを得なくなり、ピアニストや作曲の活動に勤しむようになる。浩も後にうどん店を開業するなど自立していく。ある日、礼奈の家に音楽大学時代の先輩でバーのピアノ弾きをしている島本が転がり込み、同居人となる。島本も妻に逃げられた男であった。そんな礼奈の姿を中心にして描いた都会調コメディー。

## キャスト
- 牧村礼奈：小川真由美
- 島本：愛川欽也
- 牧村浩：津川雅彦
- 牧村次郎：川辺太一朗
- 良江（礼奈の姑）：沢村貞子
- 山上：小坂一也
- 洋子（礼奈の妹）：亜湖
- 滝絵：佐藤友美
- 甲斐：岡田眞澄
- 長谷川弘
- 藤江リカ
- 佐々木梨里
- 内田潤子
- 河原裕昌
- 八代毅
- 笠松長麿
- 攝裕子
- 今成友見
- 内堀和晴
- 新田修平
- 田中忠義
- 萩原竹夫
- 黒沢伸子
- 赤坂淑子
- 大山豊
- 小堺一機
- エンゼルプロ

## スタッフ
- 制作：山内久司（朝日放送）
- プロデューサー：中山和記（テレパック）、杉本宏（朝日放送）
- 脚本：布勢博一、逢坂勉、馬場当
- 演出：小田切成明、大黒章弘、藤田明二
- 演出補：宮崎徹
- 制作主任：杉村治司
- 音楽：吉村浩二
- 音響効果：塚田益章
- 撮影技術：藤原雄三
- カメラ：平川守利
- 照明：伊藤正雄
- VE：高瀬尚一
- VTR：飯野隆司
- 音声：渋谷公輝
- 美術：伊東清
- 装飾：水島秀夫
- 装置：武田寛
- 衣裳：花房孝治
- 持道具：福井正行
- 化粧：佐藤愛子
- 制作協力：生田スタジオ
- 制作：テレパック、朝日放送　※本作に限り、先代の宋朝体ロゴを使用していた

## 主題歌
来生たかお「あなただけGood Night」（作詞：来生えつこ、作曲：来生たかお、編曲：松井忠重）

## 放映リスト
| 話数   | 放送日          | サブタイトル             | 脚本              | 演出       | ゲスト                                                 |
| ------ | --------------- | ------------------------ | ----------------- | ---------- | ------------------------------------------------------ |
| 第1話  | 1979年 10月5日  | 君去りし後               | 布勢博一、 逢坂勉 | 小田切成明 |                                                        |
| 第2話  | 1979年 10月12日 | また逢う日まで           | 馬場当            | 小田切成明 | 紀比呂子                                               |
| 第3話  | 1979年 10月19日 | 霧の夜の出来事           | 逢坂勉            | 大黒章弘   |                                                        |
| 第4話  | 1979年 10月26日 | 悲しい現実               | 馬場当            | 藤田明二   |                                                        |
| 第5話  | 1979年 11月2日  | 雨のち雨…のち雨          | 逢坂勉            | 大黒章弘   |                                                        |
| 第6話  | 1979年 11月9日  | ひとりぼっちの夜         | 馬場当            | 藤田明二   |                                                        |
| 第7話  | 1979年 11月16日 | 男と女…と男              | 逢坂勉            | 大黒章弘   |                                                        |
| 第8話  | 1979年 11月23日 | グッバイ礼奈!            | 馬場当            | 大黒章弘   | 藤田美保子                                             |
| 第9話  | 1979年 11月30日 | 泣けた…泣けた…           | 逢坂勉            | 藤田明二   | 寺田農                                                 |
| 第10話 | 1979年 12月7日  | コロッケ・我が愛         | 逢坂勉            | 藤田明二   | 流山（歌手）：藤木敬士                                 |
| 第11話 | 1979年 12月14日 | 愛の冒険者たち           | 馬場当            | 大黒章弘   | 大野あきひろ：財津一郎                                 |
| 第12話 | 1979年 12月21日 | ある日突然に…            | 逢坂勉            | 大黒章弘   | 古山：柳生博                                           |
| 第13話 | 1979年 12月28日 | 歳末の金の玉             | 馬場当            | 藤田明二   | 京太：赤塚真人、 赤木春恵、小野武彦                    |
| 第14話 | 1980年 1月4日   | 雪が降る街夫が帰る       | 逢坂勉            | 藤田明二   |                                                        |
| 第15話 | 1980年 1月11日  | 熱いオニギリ熱き思い     | 逢坂勉            | 大黒章弘   | 仁木：江見俊太郎、 小石：暮林修                        |
| 第16話 | 1980年 1月18日  | 亭主の実印・うどん丸     | 馬場当            | 大黒章弘   |                                                        |
| 第17話 | 1980年 1月25日  | 衝撃の再会               | 馬場当            | 藤田明二   |                                                        |
| 第18話 | 1980年 2月1日   | さよならを言う前に       | 逢坂勉            | 藤田明二   | 木ノ葉のこ                                             |
| 第19話 | 1980年 2月8日   | 夫が帰る、お宿はどこだ!? | 逢坂勉            | 大黒章弘   | 中条きよし                                             |
| 第20話 | 1980年 2月15日  | 愛を失くした女は翔ぶ     | 馬場当            | 大黒章弘   |                                                        |
| 第21話 | 1980年 2月22日  | 別れ、涙は見せたくないわ | 馬場当            | 藤田明二   |                                                        |
| 第22話 | 1980年 2月29日  | 明日に向って翔べ!        | 逢坂勉            | 藤田明二   | 圭子（元歌手）：吉田日出子、 西崎（歌手）：田島真吾    |
| 最終話 | 1980年 3月4日   | 見知らぬ恋人は何処に?    | 逢坂勉            | 大黒章弘   | 西崎：田島真吾、 淀川（南部コンツェルン社長） ：仲谷昇 |